# Antonio Meucci

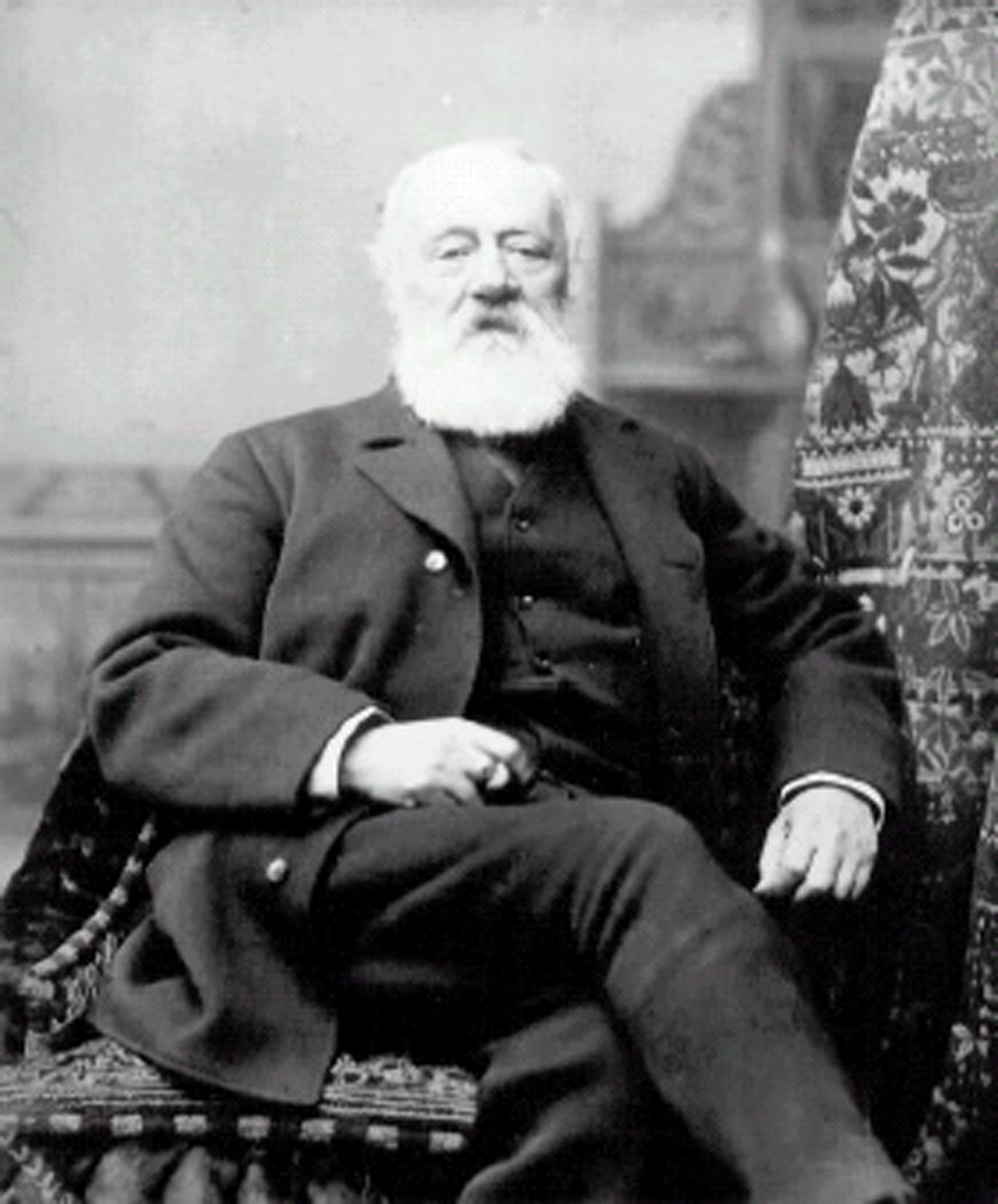
Antonio Meucci

Antonio Santi Giuseppe Meucci (Florence, 13 april 1808 – New York, 18 oktober 1889) was een Italiaans ontwerper en uitvinder van de telefoon.
Meucci werd geboren in Florence. Hij studeerde vormgeving en werktuigbouwkunde aan de universiteit in Florence. Hij werkte in verschillende theaters als technicus. In 1835 vertrok hij naar Cuba, waar hij bij een theater werkte als ontwerper en theatertechnicus. Meucci was dol op alles wat met wetenschappelijk onderzoek te maken had en las alles wat hij hierover kon vinden.
Daarna vond hij een manier om ziekten te behandelen met elektrische schokken. Dat werd vrij populair in die tijd in Havana. Op een dag, toen hij bezig was met het voorbereiden van een behandeling van een vriend, hoorde hij in de kamer ernaast zijn vriend iets zeggen via het stuk koper dat tussen hen in lag. De stem van zijn vriend had hij nooit kunnen horen zonder het koperdraad dat tussen de toestellen zat. De uitvinder merkte meteen dat wat hij in zijn handen hield, belangrijker was dan alle uitvindingen die hij al eerder had gedaan. De tien jaar daarop verbeterde hij deze uitvinding.
In 1850 verhuisde hij naar Staten Island, een paar kilometer van New York om zijn uitvinding verder te ontwikkelen. Daar kreeg hij grote problemen; hij had erg weinig geld en sprak geen Engels. In 1855, toen zijn vrouw voor een deel verlamd raakte, maakte hij een telefoonsysteem door het hele huis en in een werkplaats vlakbij. Meucci probeerde jarenlang geld te krijgen zodat hij zijn uitvinding verder kon ontwikkelen.
Door een zware explosie raakte Meucci gewond en kwam in het ziekenhuis te liggen. Zijn vrouw probeerde ondertussen de prototypes die hij had ontworpen te verkopen aan een opkoper, Alexander Graham Bell. Daaronder ook de telefoon. Meucci probeerde, toen hij uit het ziekenhuis kwam, de prototypes terug te kopen, maar zijn vrouw wist niet meer aan wie ze het had verkocht. Meucci werkte dag en nacht om zijn telefoon opnieuw te maken, hij was bang dat er iemand eerder patent op zou krijgen dan hij.
Antonio Meucci kon echter in 1871 het patent niet betalen (wat $250 kostte - in die tijd veel geld). In december 1871 hield hij de inschrijving nog steeds aan, in de hoop dat hij het geld alsnog zou kunnen betalen en zo ook in 1872 en 1873. Daarna stopte de inschrijving. Onmiddellijk na de inschrijving van het patent probeerde Meucci nog andere manieren om geld los te krijgen voor zijn uitvinding. Hij stuurde een model en een technische beschrijving naar de firma Western Union. Hij vroeg aan de directeur van die firma of hij zijn "Sprekende Telegraaf" mocht demonstreren. De directeur zei dat er geen tijd was om de test te organiseren. Twee jaar later in 1874 vroeg Meucci de firma of ze zijn model en de beschrijving terug wilden sturen. Hij kreeg antwoord dat het 'zoekgeraakt' was...
In 1876 vroeg Bell patent aan op iets wat niet helemaal een telefoon leek, maar het wel was. Meucci kwam hierachter en liet een advocaat protest indienen bij het United States Patent Office in Washington. Zoiets had nog nooit iemand eerder gedaan. De advocaat kwam erachter dat de beschrijving van de sprekende telegraaf ook bij het Patent Office 'zoekgeraakt' was.
Later bleek dat werknemers van het Patent Office waarschijnlijk de informatie over de telefoon aan Bell hadden gegeven, of misschien wel verkocht.
Ook werd ontdekt dat de firma Bell twintig procent van de winst beloofd had aan Western Union.
Vanaf 1886 tot de dood van Meucci in 1889 liep de rechtszaak. De regering wist in die jaren dat Bell de boel had opgelicht, maar deed er niets aan. 
Na de dood van Meucci stopte men met de rechtszaak. Pas op 11 juni 2002 zou Meucci zijn gelijk krijgen, toen het Amerikaanse congres de Italiaan in een wet eerde voor het werk aan de telefoon.
- Bibliothèque nationale de France: cb12237702q (data)
- Gemeinsame Normdatei: 119043459
- International Standard Name Identifier: 0000 0000 5538 7637
- Library of Congress Control Number: n93080578
- Nationale Bibliotheek van Tsjechië: stk2007383452
- Istituto Centrale per il Catalogo Unico: IEIV236920
- SNAC: w6877tf4
- Système universitaire de documentation: 03109368X
- Virtual International Authority File: 50026966
- WorldCat: E39PBJq74jddJbjjJGyDRhwwG3